# Ivolginskij Datsan
Ivolginskij Datsan (russisk: Иволгинский Дацан) er et buddhistisk tempel (disse templer kaldes normalt дацан; datsan på russisk). Det er placeret i republikken Burjatia i Rusland. I 1945 fik en gruppe burjat-munke lov til at bygge et tempel til en landsby kaldet Verhnjaja Ivolga. Det ligger 30 kilometer sydvest for Ulan-Ude, hovedstaden i Burjatia. Hovedbygningen stod færdig i november 1976.
Den første leder af templet var Rintjin Zyamjanov (1946–1950).
En af templets mest berømte beboere er lamaen Dasji-Dorzjo Itigilov, hvis mumie er blevet bevaret i Ivolginskij Datsan siden 2002. Dalai Lama besøgte Ivolginskij Datsan i 1982.

## Templet i dag
I dag er templet en del af Ruslands kulturarv i Burjatia. Ved templet er der også et hotel og et museum. Templet er et vigtigt turistmål i området.
De primære spirituelle aktiviteter i datsaen består af tempelritualer, medicin, og traditionel buddhistisk uddannelse. 
Siden 2011 er lederen af templet Ajur Tsyrendylykov.

## Galleri
- Stupor
- Hovedporten til templet
- Bedehjul
- Ivolginskij Datsan på et russisk frimærke i 2001.
- Dmitrij Medvedev besøger templet i 2009.